# Пугачёвское сельское поселение (Воронежская область)
Пугачёвское сельское поселение — муниципальное образование Аннинского района Воронежской области России.
Административный центр — посёлок Центральная Усадьба совхоза «Пугачевский».

## Население
| 2000 | 2005  | 2010 | 2012 | 2013 | 2014 | 2015 | 2016 | 2017 |
| ---- | ----- | ---- | ---- | ---- | ---- | ---- | ---- | ---- |
| 1682 | ↘1135 | ↘868 | ↘842 | ↘824 | ↘816 | ↘788 | ↘761 | ↘742 |
| 2018 | 2019  | 2020 | 2021 |      |      |      |      |      |
| ↘707 | ↘686  | ↘664 | ↘653 |      |      |      |      |      |

## Административное деление
Состав поселения:
- посёлок Центральная Усадьба совхоза «Пугачевский»,
- посёлок Октябрьского отделения совхоза «Пугачевский»,
- посёлок Первомайского отделения совхоза «Пугачевский».